# Benoît Chamoux
Benoît Chamoux (* 19. Februar 1961 in La Roche-sur-Foron; † 6. Oktober 1995 am Kangchendzönga) war einer der erfolgreichsten französischen Höhenbergsteiger und einer der leistungsfähigsten und schnellsten Alpinisten in extremen Höhen überhaupt. Er starb bei dem Versuch, den Kangchendzönga zu besteigen. Nach eigenen Angaben hätte er damit alle 14 Achttausender bestiegen. Einige seiner Besteigungen werden jedoch von Chronisten in Zweifel gezogen.

## Besteigungen
1982 begann Benoît Chamoux seine Expeditionstätigkeit mit der Durchsteigung des "Diamond Couloir" am Mount Kenya, 1983 folgte die Huascaran-Südwand (6768 m). 1985 bestieg er innerhalb von nur 8 Tagen sowohl den Gasherbrum II, zusammen mit Eric Escoffier, als auch den Hidden Peak. Ein Jahr später stand er nach eigenen Angaben auf dem Gipfel des Broad Peak, er brauchte nur 17 Stunden vom Basislager zum Gipfel. Anerkannt wird aber lediglich die Besteigung des Vorgipfels. Zudem erreichte er im selben Jahr vom Basislager in nur 23 Stunden den Gipfel des K2. 1987 bestieg er den Nanga Parbat, dabei war er 23 Stunden nach Aufbruch vom Basislager bereits am Gipfel, den er um 19 Uhr erreichte, und am späten Vormittag des nächsten Tages war er wieder zurück. 1988 erreichte er zusammen mit Soro Dorotei die Annapurna, es war dies die erste Wiederholung der Bonington-Südwand-Route. 1989 folgte der Manaslu. 1990 versuchte er zunächst die Besteigung des Cho Oyu, die er nach eigenen Angaben auch schaffte. Auch diese Besteigung wird nicht anerkannt. Anschließend versuchte er den Shishapangma zu besteigen, dessen Vorgipfel er erreichte. Hier gab Chamoux ebenfalls an, den höchsten Punkt (Zentralgipfel) erreicht zu haben. Zwei Jahre später, 1992, erreichte er den Gipfel des Mount Everest, wobei er als Mitglied einer Vermessungsexpedition am Berg war. Dabei wurde eine Gipfel-Höhe von 8846 m ermittelt. Im folgenden Jahr erreichte er den Dhaulagiri. 1994 folgte die Besteigung des Lhotse. Im Frühjahr 1995 stand er auf dem Gipfel des Makalu. Im Herbst desselben Jahres wollte Chamoux noch den Kangchendzönga besteigen, seinen Angaben entsprechend der letzte ihm noch fehlende Achttausender. Zur gleichen Zeit war auch Erhard Loretan am Berg, der gleichfalls seinen vierzehnten Achttausender besteigen wollte. So entbrannte eine Art „Wettlauf“ zum Gipfel, den schließlich Erhard Loretan gewann. Dieser hat über Chamoux' Leistung am Berg geschrieben: „Es ist doch nicht möglich, dass jemand wie Chamoux, der sich durch seine Schnelligkeit einen Namen gemacht hat, so langsam ist! Wenn man den K2 in 23 Stunden erstürmt hat, holt man sich nicht zwei Stunden Rückstand auf einer Kantsch-Besteigung …“ Vermutlich erlitt Chamoux einen Hirnschlag durch zu starken Flüssigkeitsverlust. Er gab schließlich im Gipfelbereich auf und biwakierte im Sturm auf über 8400 Metern. Am folgenden Morgen konnte er trotz schwerer Erfrierungen noch das Basislager kontaktieren. Am Berg war zudem eine kommerzielle französische Expedition unterwegs, auch mit Bergführern in höheren Lagern, jedoch leistete niemand Hilfe. Benoît Chamoux blieb verschollen.
Nach unabhängiger Zählung stand Benoît Chamoux insgesamt zehn Mal auf dem Hauptgipfel eines Achttausenders.